# Monastero di Osek
Il monastero cistercense fu fondato nel 1196 dai monaci dell'abbazia di Waldsassen a Mašťov e da allora gradualmente ampliato. La chiesa abbaziale fu eretta tra il 1206 e il 1221 in stile tardo romanico e ristrutturata nel 1248 in stile gotico.
Per la festa dell'inaugurazione papa Innocenzo III, che, oltre al vescovo di Praga Daniel Milík, aveva posto il monastero sotto la sua protezione, donò al monastero reliquie dei martiri Cosma, Sebastiano, Fabiano, Cipriano e della santa vergine martire Petronilla. Inoltre concesse l'indulgenza a tutti coloro che avessero partecipato all'inaugurazione o che avessero visitato la chiesa una settimana dopo e negli anni a venire il giorno della ricorrenza.
Durante le guerre hussite il monastero fu distrutto tre volte.
Nel XVIII secolo venne ricostruita completamente la chiesa, sotto la direzione dell'architetto Ottavio Broggio (figlio di un architetto di lingua italiana, originario di Como o forse di Roveredo).
È possibile visitare la chiesa, il chiostro del XIV secolo, la sala capitolare dell'inizio del XIII secolo, con un pulpito di pietra che rappresenta una delle più importanti testimonianze di scultura gotica in Europa.
Il monastero fu soppresso e il complesso nazionalizzato, ma in tempi recenti è stato riconsegnato all'Ordine Cistercense.

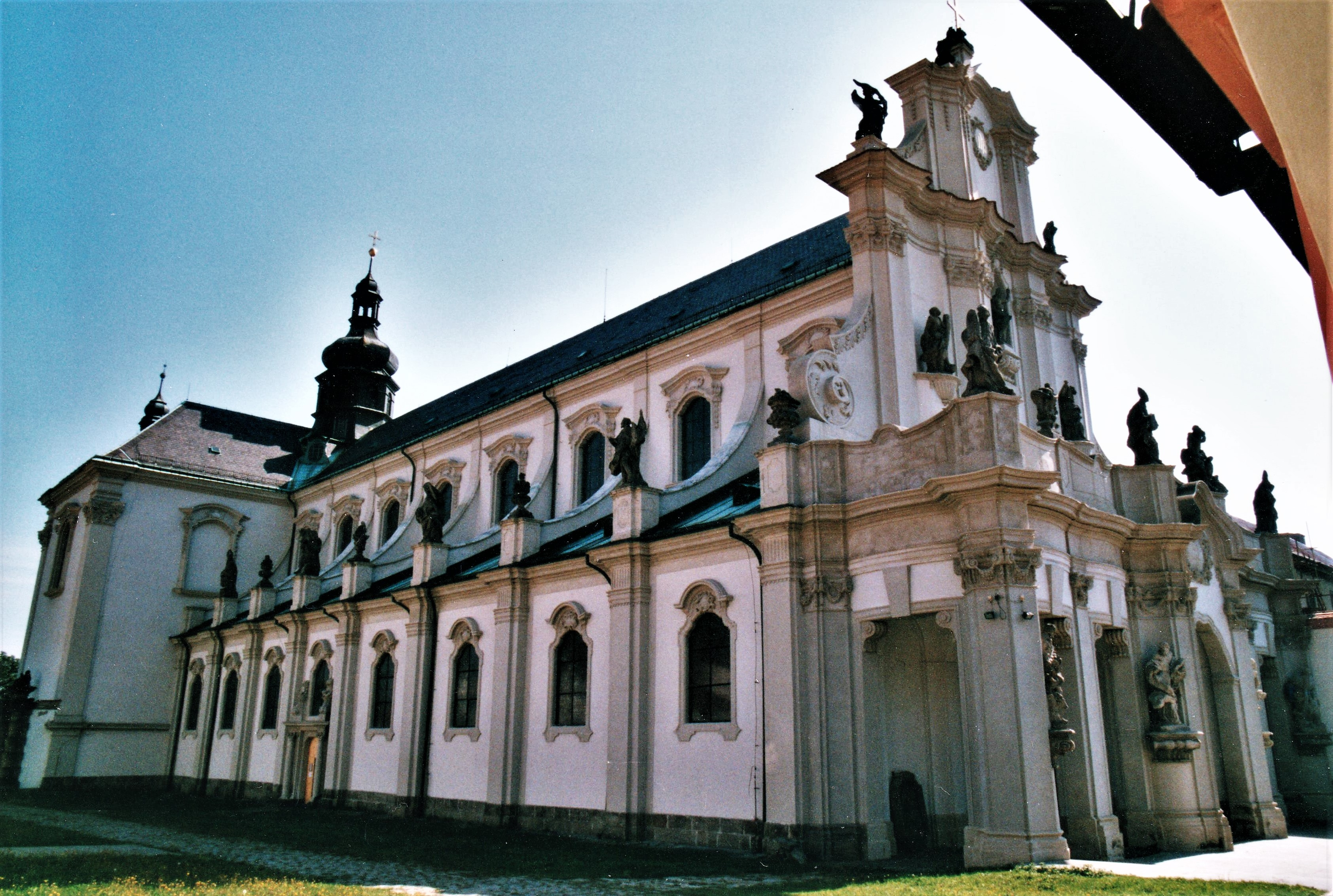
Chiesa abbaziale dell'Assunzione
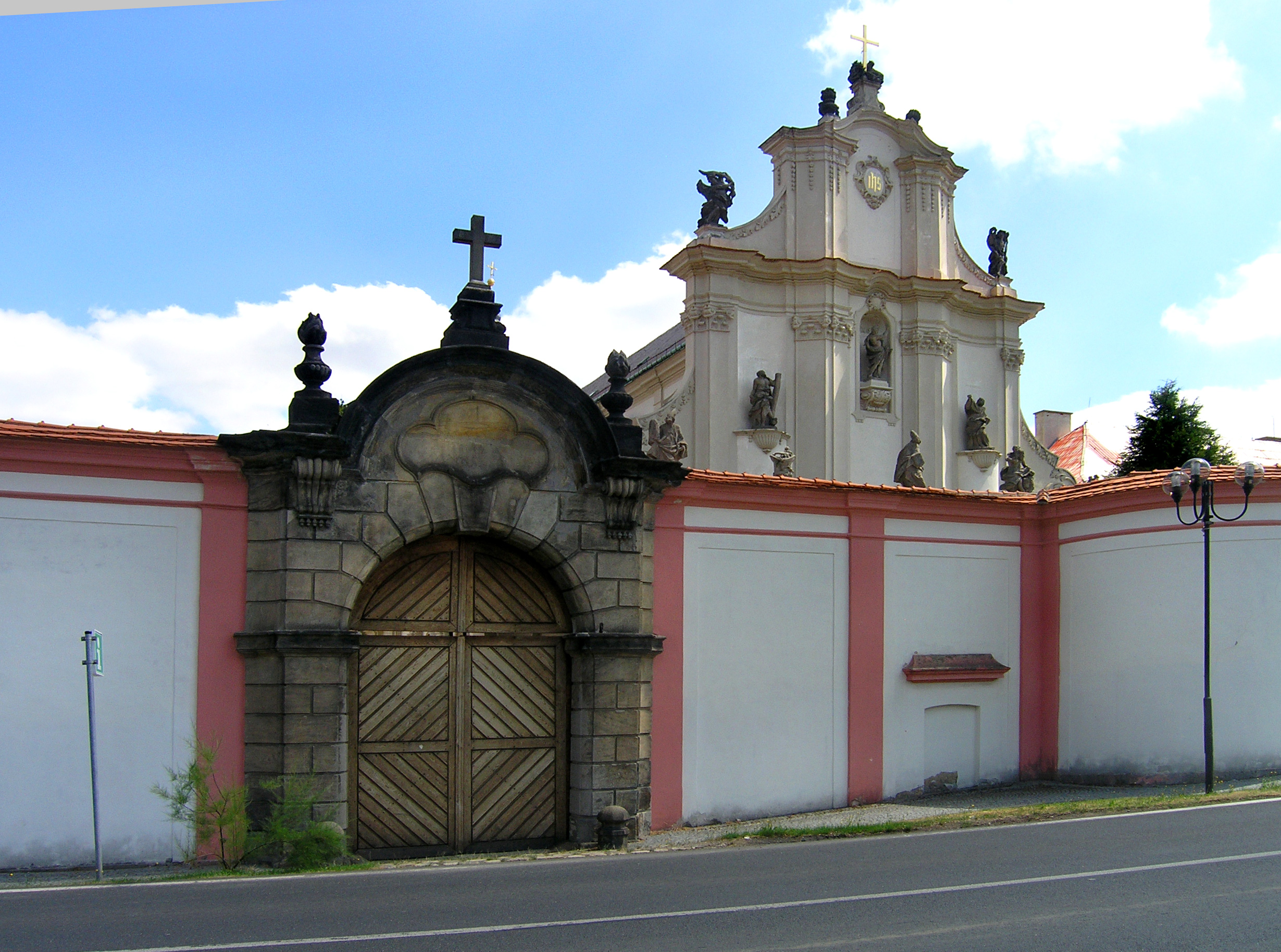
Ingresso al monastero
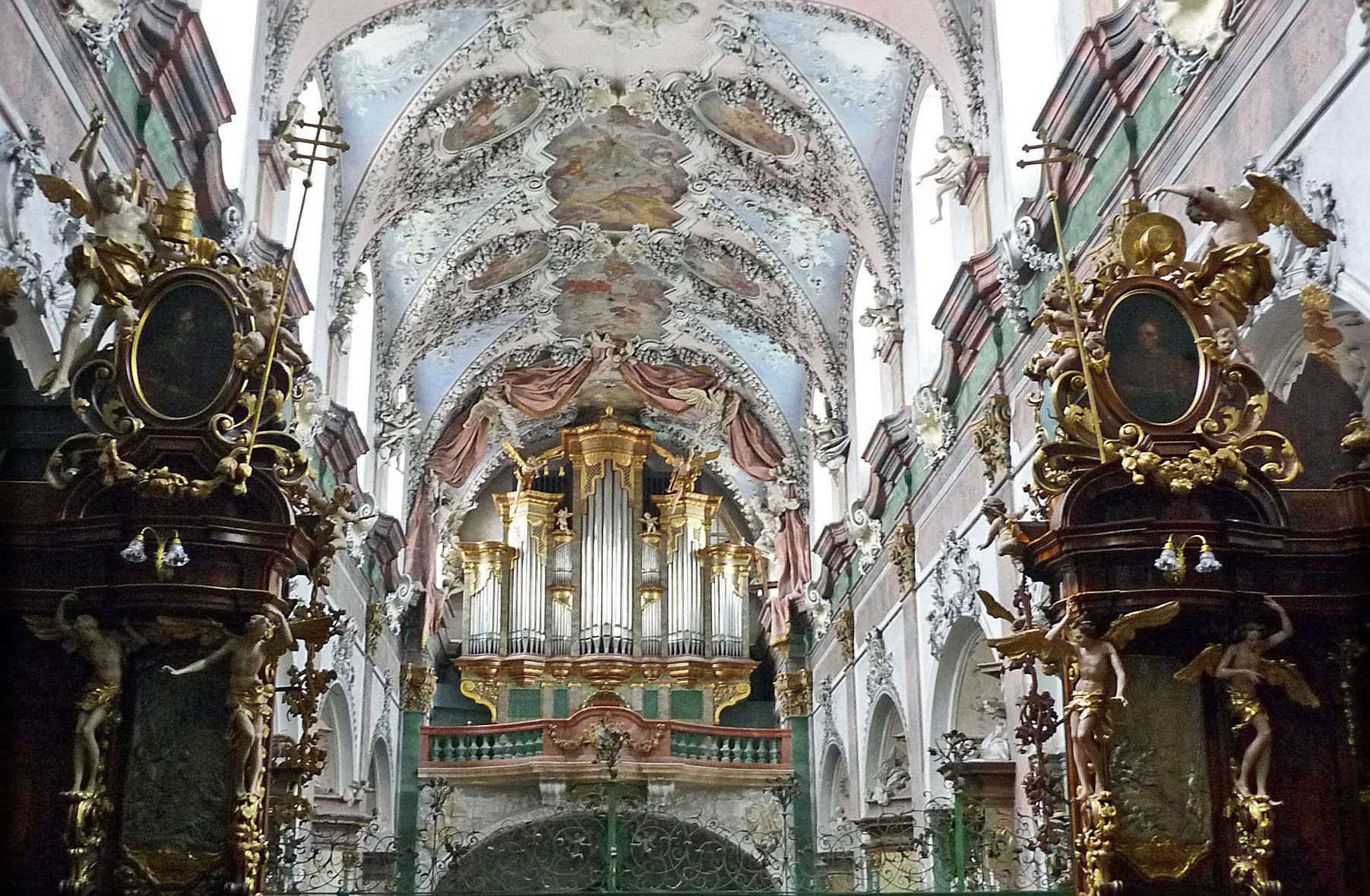
La navata centrale della chiesa abbaziale